# Estátua de bronze de São Pedro

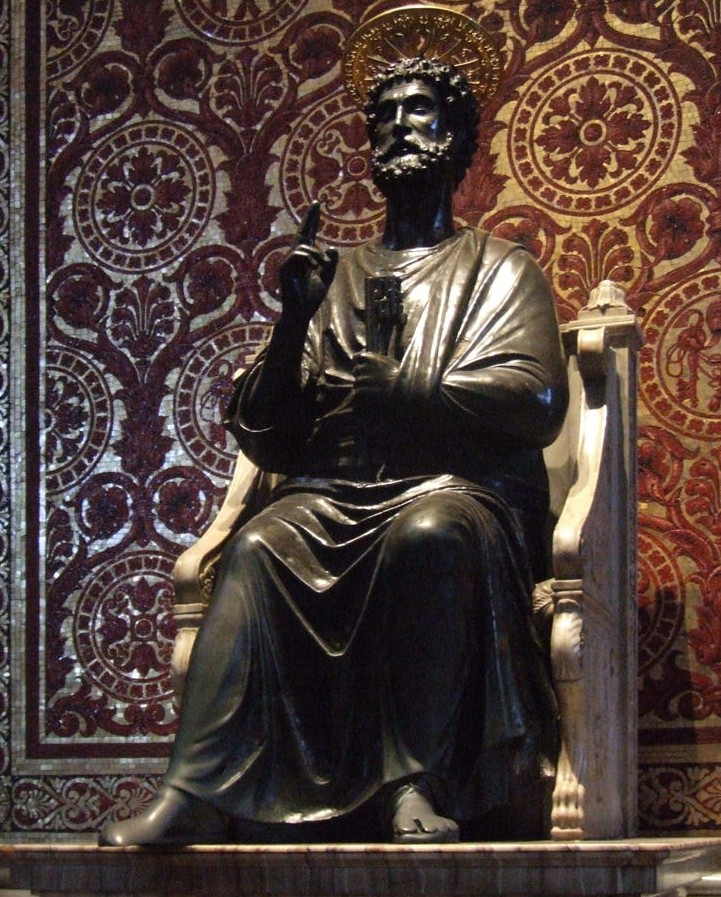

Esta estátua em bronze de São Pedro, que se encontra na Basílica de São Pedro em Roma, se atribui geralmente ao escultor Arnolfo di Cambio (circa 1245-1302).
Fica do lado direito da nave, tendo o apóstolo sentado em seu trono. As duas Chaves do Céu estão em sua mão esquerda, e a direita se ergue em gesto de bênção à antiga moda grega, os dois dedos estendidos em reconhecimento da natureza dual de Cristo, divina e humana, enquanto os outros três dedos se unem num sinal da Santíssima Trindade.
É um ritual antiquíssimo que todos os peregrinos homenageiam a estátua antiquíssima, tocando-a com sua mão ou beijando o pé que se adianta.